# Abrã
Abrã é uma povoação portuguesa sede da Freguesia de Abrã do Município de Santarém, freguesia com 22,42 km² de área e 980 habitantes (censo de 2021), tendo, por isso, uma densidade populacional de 43,7 hab./km².

## Demografia
A população registada nos censos foi:
| Distribuição da População por Grupos Etários | Distribuição da População por Grupos Etários | Distribuição da População por Grupos Etários | Distribuição da População por Grupos Etários | Distribuição da População por Grupos Etários |
| -------------------------------------------- | -------------------------------------------- | -------------------------------------------- | -------------------------------------------- | -------------------------------------------- |
| Ano                                          | 0-14 Anos                                    | 15-24 Anos                                   | 25-64 Anos                                   | > 65 Anos                                    |
| 2001                                         | 161                                          | 175                                          | 621                                          | 264                                          |
| 2011                                         | 170                                          | 94                                           | 609                                          | 249                                          |
| 2021                                         | 120                                          | 99                                           | 499                                          | 262                                          |

## Situação geográfica
Situa-se num vale a cerca de 25 km da cidade de Santarém. A freguesia de Abrã situa-se no extremo norte do Município de Santarém.

## Composição da freguesia
Além da sede, a Freguesia de Abrã composta pelas seguintes localidades:
- Amiais de cima
- Canal
- Cortiçal
- Coutada de Cima

## Economia
As actividades económicas mais relevantes na freguesia são:
- Indústria de cerâmica
- Mobiliário
- Preparação de peles
- Comércio
- Agricultura
- Pecuária

## Toponímia
Em tempos chamada Abraã, pensa-se que o nome tem origem na palavra árabe âbara, que significa entrada ou embocadura, caminho e porto.
Segundo Carlos Leite Ribeiro:
O topónimo antigo Abraã não é de origem clara, pois nem aparentemente se aproxima de nomes de lugares que vêm da época romana e derivados do nome pessoal pelo sufixo (ana – ãa), indicando "vila" agrária; mas há autores que lhe dão origem arábica; ainda que pouco aceitavelmente, por incompreensível no local ou na toponímia o respectivo étimo.

## História
É sede de freguesia desde o ano de 1621, tendo pertencido ao concelho de Alcanede até 24 de Outubro de 1855, ano em que foi extinto, passando então a pertencer ao concelho de Santarém.
Aquando das invasões Francesas em 1810, alguns objectos de valor existentes na capela de Amiais de Cima foram escondidos no telhado da mesma, evitando assim a pilhagem pelas tropas de Massena.

## Religião
Pertencente à Diocese de Santarém, a paróquia de Abrã tem nesta terra uma igreja, consagrada a Santa Margarida, construída em 1639 pelo povo da terra. Foi ali celebrada a primeira missa pelo Frei António Cabral, Prior em Alcanede, em 21 de Dezembro de 1639. Antes desta data, desde a criação da paróquia em 1621, servia de matriz uma pequena capela no mesmo local, também devota a Santa Margarida.

## Desporto
Teve em tempos um grupo desportivo denominado Estrela do Ribatejo, dedicado exclusivamente à prática do futebol. Esporadicamente existem equipas que participam em torneios regionais ou distritais de futebol ou futsal.
Ocasionalmente, ocorrem concursos de pesca desportiva em pequenos lagos resultantes da extração de barro vermelho. As espécies predominantes são a Carpa e o achigã.

## Festas tradicionais
Em Abrã as festas tradicionais realizam-se por altura de 15 de Agosto, feriado nacional em que se festeja a Assunção de Maria. Durante vários dias ocorrem actividades como os tradicionais arraiais, quermesses, leilões, jogos tradicionais, bailes e matinés, e a procissão pelas ruas da terra. É da tradição haver uma corrida de burros e uma prova de atletismo, a que se vem chamando corrida da amizade.
As festas tradicionais são organizadas por uma comissão de festas que, habitualmente uma semana depois da sua realização, apresenta a contabilidade do evento anual, no chamado baile das contas. Manda a tradição que neste dia, normalmente ao final da manhã, se realize um jogo de futebol entre os rapazes solteiros e os homens casados. Após o encontro existe um almoço de confraternização, ao qual, em jeito de galhofa, os participantes chamam de terceira parte do jogo e onde normalmente todos fazem boas exibições.

## Grupos e Associações
Em Abrã existem ou existiram os seguintes Grupos de cidadãos e Associações:
- Existentes:
  - Grupo de Dadores Benévolos de Sangue. Grupo de cidadãos que, regra geral anualmente, organizam sessões de dádiva de sangue.
  - Associação Cultural e Recreativa de Abrã (a.C.R.A.). É uma Associação sem fins lucrativos, com sede própria construída pela população. As instalações estão dotadas de uma boa sala de espectáculos com camarins e bar.
- Extintos:
  - Rádio Guarita. Até cerca de 1989, aquando da entrada em vigor da nova lei da rádio, existiu em Abrã uma rádio chamada Rádio Guarita. O nome deriva da localização do emissor, um monte chamado de cabeço da guarita pela população, devido à existência de um marco geodésico no local, a que se chama guarita.